# 福寿堂 (北京)
福寿堂，位于北京市东城区西打磨厂街179号，是一家经营鲁菜的饭馆，为当年京城饭馆中的“十大堂”之一，1938年倒闭。

## 简介
福寿堂是一家山东饭庄。根据记载，福寿堂院内的花坛、戏台十分气派，可容纳数百人看戏。中华民国初年，一位富商在这里办寿筵，请杨小楼、王瑶卿、梅兰芳、荀慧生等不少京剧名角，从中午一直唱到夜里3点，盛况空前。1938年，福寿堂倒闭。
1902年1月，一位外国人带着电影胶片、电影放映机、发电机，租借了福寿堂饭庄的场地放映了多部影片——《美人首旋转微笑，或着花衣作蝴蝶舞》、《黑人吃西瓜》、《脚踏赛跑车》、《马由墙壁直上屋顶》，以推广“西洋影戏”（即电影）。这是北京首次放映电影。据说当时不准女人进入观看。有人证实，这些电影都是美国电影，在1897年美国Mutoscope目录中均有记载。
2011年记者探访西打磨厂街179号，只见红漆大门为2米左右，穿过1米多宽、十多米长的过廊来到后院，眼前豁然开朗，大概有排球场大小，房屋都已拆成断壁残垣，残缺的房梁上仍然挂有一小截精致的铁质雕花，依照轮廓仍能想象出当年的花坛和戏台的盛况。